# العصب الشوكي العجزي 5
 
العصب الشوكي العجزي الخامس (S5) هو عصب شوكي من القطعة العجزية.

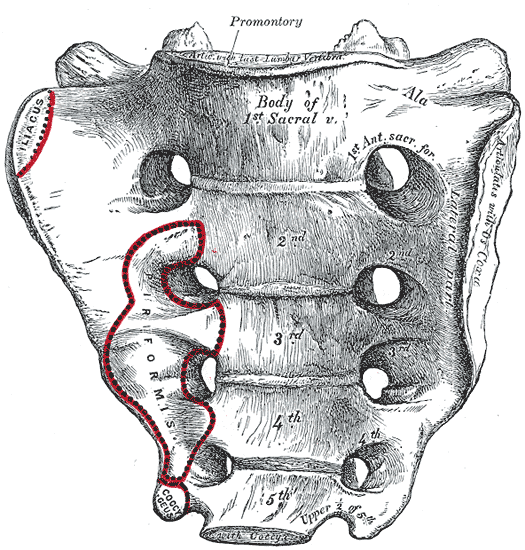
العجز، يظهر الأجسام في الوسط.

ينشأ من العمود الفقري من أسفل الجسم الخامس للعجز.
العصب الشوكي العجزي الخامس يزود عضلة العصعص بالسيالات العصبية.